# Гіпертрофічні рубці

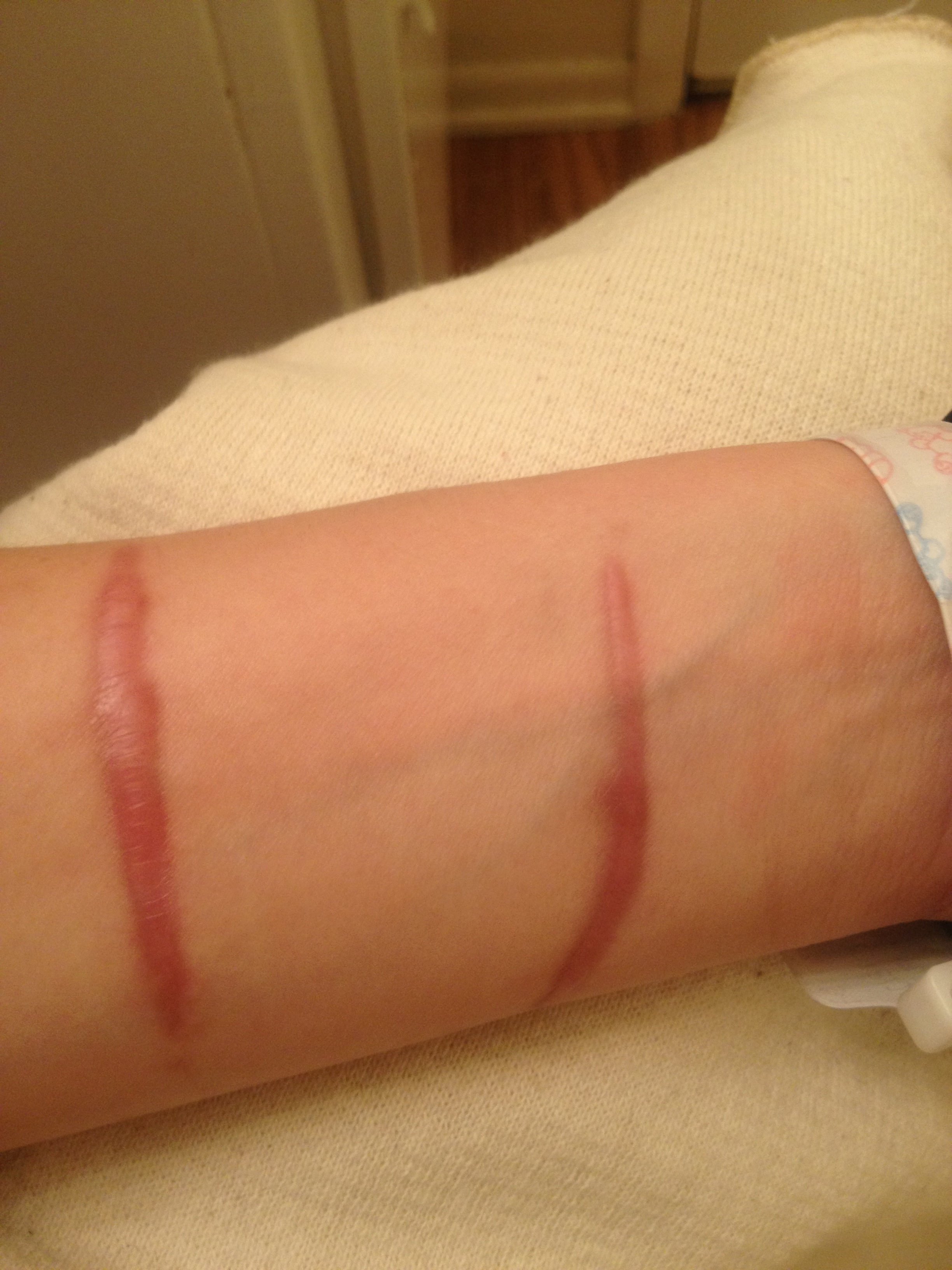
Гіпертрофічний рубець, після 4 місяців.

Гіпертрофічні рубці (Патологічні рубці,англ. Hypertrophic scar) — структурні зміни у епідермальному шарі шкіри людини після загоєння рани чи опіку. Особливий вид рубців, що значно збільшені та формуються невдовзі після загоєння рани внаслідок посиленої продукції волокон сполучної тканини.

## Формування
Гіпертрофічні рубці особливо часто виникають у тих випадках, коли рана не фіксована в нерухомому стані, знаходиться в областях з підвищеним натягом, або не вкрита пов'язкою. Також вони розвиваються при інфікуванні рани.

## Клінічні прояви
Гіпертрофічні рубці збільшуються і піднімаються вище рівня навколишньої шкіри, однак, на відміну від келоїдних рубців, вони не можуть виходити за межі рани.

## Діагностика
- Біопсія
- Дерматоскопія.

## Терапія
Методи лікування:
- Променева терапія
- Мазева терапія
- Еластичне бинтування

## Класифікація
- Істинні (спонтанні) — виникають на візуально незміненій шкірі, виділяється на 3-5 мм над поверхнею шкіри, є червоного або рожевого кольору та водянисті, з гладкою блискучою поверхнею.
- Помилкові — виникають після травми (механічної, термічної, хімічної та ін).